# نگهبان (فیلم ۱۹۷۴)
نگهبان (به هندی: Chowkidar) فیلمی هندی محصول سال ۱۹۷۷ و به کارگردانی شیام رالهام است. در این فیلم بازیگرانی همچون سانجیو کومار، یوگتا بالی، وینود کانا، جوان و اوم پراکاش ایفای نقش کرده‌اند.